# Naše Ukrajina

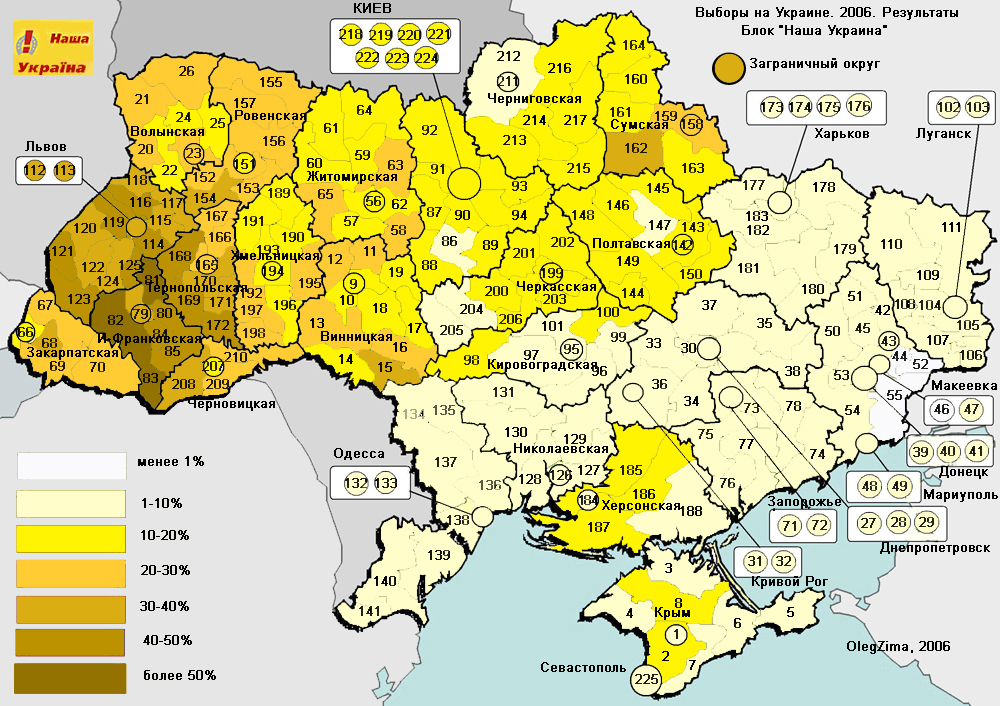
Preference bloku Naše Ukrajina ve volbách 2006

Naše Ukrajina — Národní sebeobrana (ukrajinsky Наша Україна — Народна самооборона) byl blok politických stran a jedním z vedoucích politických uskupení Ukrajiny. Její vůdčí postavou byl bývalý ukrajinský prezident Viktor Juščenko. Uskupení zastávalo konzervativně-liberální, nacionalistické a proevropské postoje. Naše Ukrajina byla hlavním politickým aktérem oranžové revoluce roku 2004 a oranžovou barvu používala až do rozpuštění.
Uskupení vzniklo pod názvem Blok Naše Ukrajina (Блок Наша Україна) v roce 2001 a úspěšně kandidovalo v parlamentních volbách 2002, kde získalo 23,6 % hlasů a 112 ze 450 křesel. Tehdy blok sestával z následujících politických stran a hnutí:
- Kongres ukrajinských nacionalistů
- Liberální strana Ukrajiny
- Mládežnická strana Ukrajiny
- Lidové hnutí Ukrajiny
- Strana křesťansko-demokratický svaz
- Strana reforem a pořádku
- Republikánská křesťanská strana
- Solidarita
- Ukrajinské národní hnutí
- Vpřed, Ukrajino!

V parlamentních volbách roku 2006 se preference propadly na 13,95 % (81 křesel). Ve volbách 2007, pro něž byl blok reorganizován a začal vystupovat pod názvem Blok Naše Ukrajina — Národní sebeobrana (Блок Наша Україна – Народна Самооборона), získala strana 14,15 hlasů, což jí vyneslo 3. místo. Největších preferencí dosahovala strana v Zakarpatí, v Juščenkově rodném rajónu poblíž Sum a především ve Lvovské, Ternopilské a Ivanofrankivské oblasti (tedy v převážně řeckokatolické části Ukrajiny).